# Solnetchnogorsk
Solnetchnogorsk (en russe : Солнечногорск) est une ville de l'oblast de Moscou, en Russie. Sa population s'élevait à 52 775 habitants en 2014. 

## Géographie
Solnetchnogorsk se trouve au bord du lac Senej (7 km2). Elle est située à 65 km au nord-ouest de Moscou sur l'autoroute M10 et la voie ferrée qui relient Moscou à Saint-Pétersbourg. 

## Histoire
Au XVIIIe siècle, un village nommé Solnetchnaïa Gora (« colline ensoleillée ») est fondé à l'emplacement de la ville actuelle. En 1851 la construction de la voie ferrée Moscou–Saint-Pétersbourg s'accompagne de la formation de Podsolnetchny à proximité du village. Les deux localités fusionnent en 1928 pour former la commune urbaine de Solnetchnogorski. Cette dernière acquiert le statut de ville en 1938 ainsi que son nom actuel.

## Patrimoine
Sur le territoire de la ville se trouve le domaine familial d'Alexandre Blok, Chakhmatovo, aujourd'hui musée littéraire consacré à la mémoire du poète. L'éditeur Alexandre Glazounov y avait sa propriété.

## Population
Recensements (*) ou estimations de la population
| 1931  | 1959*  | 1970*  | 1979*  | 1989*  |
| ----- | ------ | ------ | ------ | ------ |
| 4 300 | 24 214 | 33 482 | 47 957 | 55 554 |

| 2002*  | 2010*  | 2012   | 2013   | 2014   |
| ------ | ------ | ------ | ------ | ------ |
| 58 374 | 52 944 | 53 072 | 52 966 | 52 775 |

## Économie
La proximité du lac Senej fait de la ville et de ses environs un lieu d'escapade proche de la capitale très prisé par la population moscovite. La création du lac est liée à la réalisation d'un canal entre les rivières Sestra et Istra dans les années 1820 : il est aujourd'hui aménagé pour la baignade et la planche à voile.
La ville compte également des entreprises des secteurs agroalimentaire et métallurgique.